# Jeżeli (utwór muzyczny)
Jeżeli (także w wersjach Jeżeli… i Jeżeli nam) – piosenka zespołu Armia napisana przez Tomasza Budzyńskiego. Pierwotnie wydana na składance różnych wykonawców Jak punk to punk. Uważana za pierwszy przebój zespołu.
Autorem słów i głównym kompozytorem jest Tomasz Budzyński. Za partie instrumentów odpowiedzialni są pozostali ówcześni muzycy zespołu, a aranżację opracował Robert Brylewski. Na płytach autorstwo muzyki przypisane jest całemu zespołowi albo jego trzem założycielom, tj. Tomaszowi Budzyńskiemu, Robertowi Brylewskiemu i Sławomirowi Gołaszewskiemu.

## Muzyka
Armia w drugiej połowie lat 80. XX w. była jednym z czołowych zespołów polskiej sceny punkrockowej. Jednak „Jeżeli” muzycznie wykracza poza standardy tego gatunku, nawiązując do rocka progresywnego. Składa się na to użycie saksofonu przez Sławomira Gołaszewskiego i gitarowych pogłosów przez Brylewskiego. W nagraniu Brylewski zastosował technikę dub typową dla muzyki reggae i jej pochodnych. Uważa się, że zapoczątkowało to stosowanie jej w muzyce punkowej. Ponadto w nagraniu pojawiła się partia klawiszowa i efekty dźwiękowe generowane przez syntezator. Ich autorem jest Wojciech Konikiewicz, używając modelu Roland Juno-106. Wśród nich jest intro nawiązujące według Konrada Wojciechowskiego do jednej z wersji utworu „Watermelon Man” Herbiego Hancocka i The Headhunters. Jest to odgłos imitujący pohukiwanie puchacza lub gruchanie gołębia. Ostateczne brzmienie oryginalnego utworu jest określane jako monumentalne. Według Budzyńskiego to on zdefiniował styl muzyczny zespołu.

## Tekst
Podstawowa wersja utworu jest zbudowana z dwunastu słów: „Jeżeli nam zabraknie sił / Zostaną jeszcze morze i wiatr / Nadejdzie nasz czas”. Zebrane są one w trzy frazy, z których każda jest powtórzona, tworząc zwrotkę. Piosenkę tworzą trzy identyczne zwrotki. Nie ma refrenu. Forma sprawia, że piosenka przypomina mantrę lub litanię. Jest to cecha wielu utworów Budzyńskiego.
Forma litanii wiąże się z treścią, co przez Budzyńskiego jest porównywane do zaklęcia. Tekst jest zainspirowany „Władcą Pierścieni” – powieścią, pod której silnym wpływem był wówczas Budzyński, używając pseudonimu Tom Bombadil. Jak wiele tekstów Budzyńskiego jest określany jako tajemniczy i mroczny, ale umiarkowanie optymistyczny. Budzyński podaje, że napisał go w czasie przeżywania problemów zdrowotnych. Opisuje on nadzieję w siły nadprzyrodzone tkwiące w naturze. Wiąże się to z chrześcijańskim podłożem Tolkienowskiego pierwowzoru. Budzyński podkreśla, że jego tekst ma wymiar uniwersalny, niezwiązany z sytuacją polityczną z okresu powstania. Przyznaje natomiast, że wpisuje się w kontekst polityczny okresu PRL jako tekst dający optymizm. Cytowanie tekstu, który w dosłownej warstwie ma charakter ekologiczny, a nie wprost polityczny, było sposobem dziennikarzy Rozgłośni Harcerskiej na grę z ówczesną cenzurą. Budzyński na początku lat 90. XX w. wskazywał na ekologiczny wydźwięk utworu, podobnie jak Brylewski. W czasie inwazji Rosji na Ukrainę Budzyński na koncertach dedykuje tę piosenkę obrońcom Ukrainy.
Tekst powstał wiosną 1985 roku w trakcie podróży autobusowej Budzyńskiego z Puław do Warszawy.

## Odbiór
„Jeżeli” była jedną z trzech pierwszych piosenek Armii wydanych na oficjalnym wydawnictwie, jeszcze przed wydaniem debiutanckiej płyty. Według Budzyńskiego była z nich najbardziej określającą styl zespołu. Brylewski określał ją jako wzniosły hit. Stała się przebojem wykraczającym poza subkulturę punk. Jako pierwsza taka piosenka trafiła na listę przebojów Programu Trzeciego Polskiego Radia, zajmując tam 13. miejsce w lutym 1986 roku. Na bardziej otwartej na muzykę punkową liście przebojów Rozgłośni Harcerskiej przez kilka tygodni zajmowała pierwsze miejsce. W wywiadzie z 1997 roku Budzyński wymieniał „Jeżeli” w dziesiątce swoich ulubionych piosenek.
„Jeżeli” oraz „Litania” Jacka Kaczmarskiego zostały wybrane w plebiscycie Domu Spotkań z Historią do wydania w nowych wersjach na singlu Posłuchaj, to wolność.

## Wersje
Pierwszą oficjalnie wydaną wersję nagrano we wrześniu 1985 roku w studiu Tonpressu w Warszawie przez Włodzimierza Kowalczyka i Tadeusza Czechaka. Trwa ona 4 minuty i 25 sekund. Jej twórczy to: Tomasz Budzyński – śpiew, Robert Brylewski – gitara, Aleksander Dziki – gitara basowa, Janusz Rołt – perkusja, Wojciech Konikiewicz – instrumenty klawiszowe i Sławomir Gołaszewski – saksofon. Tonpress wydał ją na składance Jak punk to punk w 1986 roku. Znalazły się na niej nagrane w tej samej sesji utwory „Na ulice” i „Jestem drzewo jestem ptak” oraz piosenki innych wykonawców punkowych.
Piosenki nie wydano w formie singla, nie nakręcono również oficjalnego teledysku. Nie weszła do podstawowego składu kolejnych płyt studyjnych. Dołączano ją jako utwór bonusowy w reedycjach płyt Armia i Czas i byt oraz do innych płyt składankowych, m.in. 22 Polish Punk Classics, Kultowa dekada, vol. 4 – alternatywnie, Jeszcze młodsza generacja.
Piosenka znajduje się na większości płyt koncertowych Armii. Prawie zawsze współtworzy na nich tryptyk „Jeżeli”, „Trzy bajki”, „Niezwyciężony”. Na koncercie nagranym na płycie Koncert na XX-lecie śpiewa ją Kazik Staszewski. W wersjach koncertowych tekst czasem jest modyfikowany, np. słowo „czas” jest wielokrotnie powtarzane. Dodawana jest też fraza „czas ucieka” itp. Czasem tekst był rozszerzany o słowa „wiatr wieje tam, gdzie chce” i „niezwyciężony”, czyli nawiązania do innych piosenek zespołu.
Cover piosenki wydała w 2021 roku Paulina Przybysz na singlu Posłuchaj, to wolność. Piosenkę w swoich wersjach wykonywali i nagrywali też inni wykonawcy, m.in. postrockowy Obiekt czy punkowy Baader Meinhof.